# Magyarnándor vasútállomás
Magyarnándor vasútállomás egy Nógrád vármegyei vasútállomás, Magyarnándor községben, a helyi önkormányzat üzemeltetésében. Közúti elérését a 2125-ös útból kiágazó 21 331-es út teszi lehetővé.

## Vasútvonalak
Az állomást az alábbi vasútvonalak érintik:
- Aszód–Balassagyarmat–Ipolytarnóc-vasútvonal

## Kapcsolódó állomások
A vasútállomáshoz az alábbi állomások vannak a legközelebb:
- Becske alsó megállóhely (Aszód–Balassagyarmat–Ipolytarnóc-vasútvonal)
- Mohora megállóhely (Aszód–Balassagyarmat–Ipolytarnóc-vasútvonal)

## Forgalom
| Járat | Útvonal | Gyakoriság |
| ----- | --- | ---------- |
| S780  | (Hatvan – Tura – Galgahévíz – Hévízgyörk –) Aszód – Iklad-Domony – Iklad-Domony felső – Galgamácsa – Galgagyörk – Püspökhatvan – Acsa-Erdőkürt – Galgaguta – Nógrádkövesd – Becske alsó – Magyarnándor – Mohora – Szügy – Balassagyarmat | 2 óránként |